# Into the Labyrinth (álbum de Dead Can Dance)
Into the Labyrinth é o sexto álbum de estúdio da banda Dead Can Dance, lançado em Setembro de 1993, gravado em Quivvy Church, o estúdio pessoal de Brendan Perry na Irlanda.
A letra da última faixa, "How Fortunate the Man with None", provém de um poema de Bertolt Brecht, da peça Mãe Coragem e Seus Filhos.

## Faixas
1. "Yulunga (Spirit Dance)" – 6:56
2. "The Ubiquitous Mr. Lovegrove" – 6:17
3. "The Wind That Shakes the Barley" – 2:49
4. "The Carnival Is Over" – 5:28
5. "Ariadne" – 1:54
6. "Saldek" – 1:07
7. "Towards the Within" – 7:06
8. "Tell Me About the Forest (You Once Called Home)" – 5:42
9. "The Spider's Stratagem" – 6:42
10. "Emmeleia" – 2:04
11. "How Fortunate the Man with None" – 9:15